# Lacul Oltina (sit SPA)
Lacul Oltina este o zonă protejată (arie de protecție specială avifaunistică - SPA) situată în sud-vestul Dobrogei, pe teritoriul județului Constanța.

## Localizare
Aria naturală întinsă pe o suprafață de 3.303 ha. se întinde în sud-estul județului Constanța (la limita de graniță cu județul Călărași), pe teritoriile administrative ale comunelor Lipnița și Oltina. 

## Descriere
Zona a fost declarată Arie de protecție specială avifaunistică prin Hotărârea  de Guvern nr. 1284 din 24 octombrie 2007 (privind declararea ariilor de protecție specială avifaunistică ca parte integrantă a rețelei ecologice europene Natura 2000 în România) și include rezervația naturală omonimă.
Aria protejată (încadrată în bioregiunea geografică stepică a luncii inundabile a Dunării) reprezintă o zonă naturală (păduri de foioase, râuri, lacuri, turbării, terenuri arabile și culturi) ce asigură condiții de hrană, cuibărit și viețuire pentru mai multe specii de păsări migratoare, de pasaj sau sedentare.
La baza desemnării sitului se află mai multe specii de păsări protejate la nivel european (prin Directiva CE 147/CE din 30 noiembrie 2009, privind conservarea păsărilor sălbatice - anexa I-a)) sau aflate pe lista roșie a IUCN.

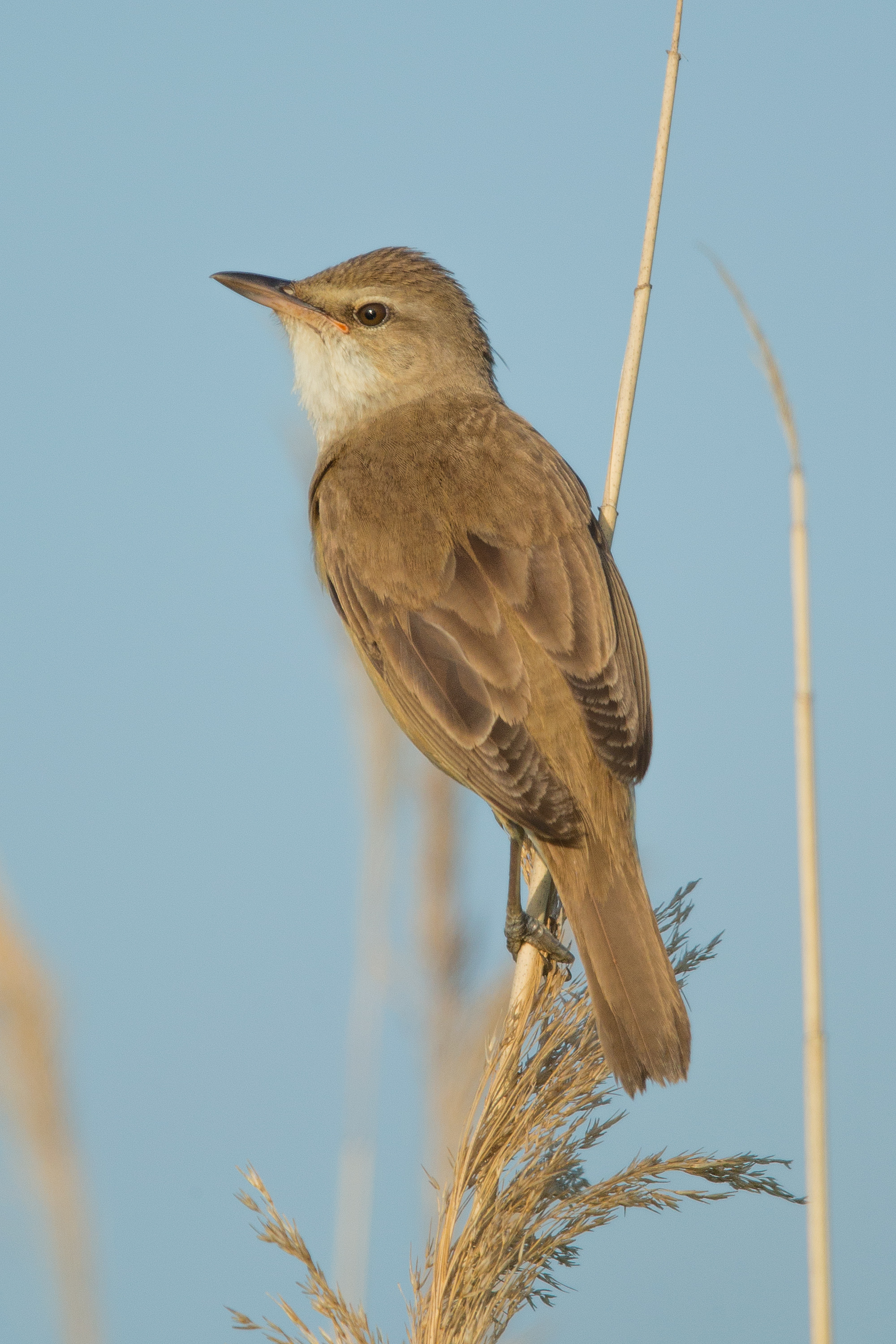
Lăcarul mare (Acrocephalus arundinaceus)

Specii avifaunistice semnalate în arealul sitului: lăcarul mare (Acrocephalus arundinaceus), lăcarul de mlaștină (Acrocephalus palustris), lăcarul de rogoz (Acrocephalus schoenobaenus), lăcarul de lac (Acrocephalus scirpaceus), privighetoare-de baltă (Acrocephalus melanopogon), fluierar de munte (Actitis hypoleucos), ciocârlia de câmp (Alauda arvensis), pescăruș albastru (Alcedo atthis), rață sulițar (Anas acuta), rață mică (Anas crecca), rață lingurar (Anas clypeata),  rață fluierătoare (Anas penelope), rață mare (Anas platyrhynchos), rață cârâitoare (Anas querquedula), rață pestriță (Anas strepera), rață cu cap castaniu (Aythya ferina), rață moțată (Aythya fuligula), rață roșie (Aythya nyroca), gârliță mare (Anser albifrons), gâscă de vară (Anser anser), stârc cenușiu (Ardea cinerea),  stârc galben (Ardeola ralloides), stârc roșu (Ardea purpurea), gâsca cu piept roșu (Branta ruficollis), nisipar (Calidris alba), fugaci de țărm (Calidris alpina), fugaci roșcat (Calidris ferruginea), fugaci mic (Calidris minuta), fugaci pitic (Calidris temminckii), cânepar (Carduelis cannabina), sticlete (Carduelis carduelis), florinte (Carduelis chloris), prundăraș de sărătură (Charadrius alexandrinus), prundaș gulerat mic (Charadrius dubius), ploier gulerat mare (Charadrius hiaticula), chirighiță-cu-obraz-alb (Chlidonias hybridus), chirighiță-cu-aripi-albe (Chlidonias leucopterus), chirighiță neagră (Chlidonias niger), barză albă (Ciconia ciconia), barză neagră (Ciconia nigra), șerpar (Circaetus gallicus), erete de stuf (Circus aeruginosus), cuc (Cuculus canorus), lebădă de iarnă (Cygnus cygnus), lebădă de vară (Cygnus olor), lăstun de casă (Delichon urbica), egretă albă (Egretta alba), egretă mică (Egretta garzetta), măcăleandru (Erithacus rubecula), cinteză (Fringilla coelebs), becațină comună (Gallinago gallinago), ciovlica roșcată (Glareola pratincola), codalb (Haliaeetus albicilla), piciorong (Himantopus himantopus), stârcul pitic (Ixobrychus minutus), pescăruș argintiu (Larus cachinnans), pescăruș râzător (Larus ridibundus), pescăruș sur (Larus canus), pescăruș negricios (Larus fuscus), pescăruș cu cap negru (Larus melanocephalus), pescărușul mic (Larus minutus), prundaș de nămol (Limicola falcinellus), sitar de mâl (Limosa limosa), grelușelul de stuf (Locustella luscinioides), privighetoare (Luscinia megarhynchos), presură sură (Miliaria calandra), codobatură albă (Motacilla alba), codobatură galbenă (Motacilla flava), muscar sur (Muscicapa striata), rață cu ciuf (Netta rufina), stârc de noapte (Nycticorax nycticorax), grangur (Oriolus oriolus), vultur pescar (Pandion haliaetus), pelican creț (Pelecanus crispus), pelican comun (Pelecanus onocrotalus), cormoran mare (Phalacrocorax carbo), cormoran mic (Phalacrocorax pygmeus), notatiță cu cioc subțire (Phalaropus lobatus), bătăuș (Philomachus pugnax), codroș de munte (Phoenicurus ochruros), lopătar (Platalea leucorodia), țigănuș (Plegadis falcinellus), ploier argintiu (Pluvialis squatarola), corcodel mare (Podiceps cristatus), corcodel-cu-gât-roșu (Podiceps grisegena), corcodel-cu-gât-negru (Podiceps nigricollis), ciocântors (Recurvirostra avosetta), lăstun de mal (Riparia riparia), mărăcinar (Saxicola rubetra), mărăcinar negru (Saxicola torquata), chiră de baltă (Sterna hirundo), chiră mică (Sterna albifrons), graur (Sturnus vulgaris), pitulice (Sylvia nisoria), corcodel mic (Tachybaptus ruficollis), călifarul alb (Tadorna tadorna), călifarul roșu (Tadorna ferruginea), fluierar negru (Tringa erythropus), fluierar de mlaștină (Tringa glareola), fluierar cu picioare verzi (Tringa nebularia), fluierarul de zăvoi (Tringa ochropus), fluierar de lac (Tringa stagnatilis), fluierarul cu picioare roșii (Tringa totanus), mierlă (Turdus merula), sturzul călător (Turdus philomelos), pupăză (Upupa epops), nagâț (Vanellus vanellus).

## Căi de acces
- Drumul național DN3 pe ruta: Călărași - Ostrov - Lipnița.

## Monumente și atracții turistice
În vecinătatea sitului se află câteva obiective de interes istoric, cultural și turistic; astfel:
- Biserica de lemn „Sf. Dumitru” din Izvoarele, lăcaș de cult  ridicat în tehnica paiantei (structură de lemn și pereți izolați cu pământ bătut și chirpici) în secolul al XIX-lea, monument istoric.

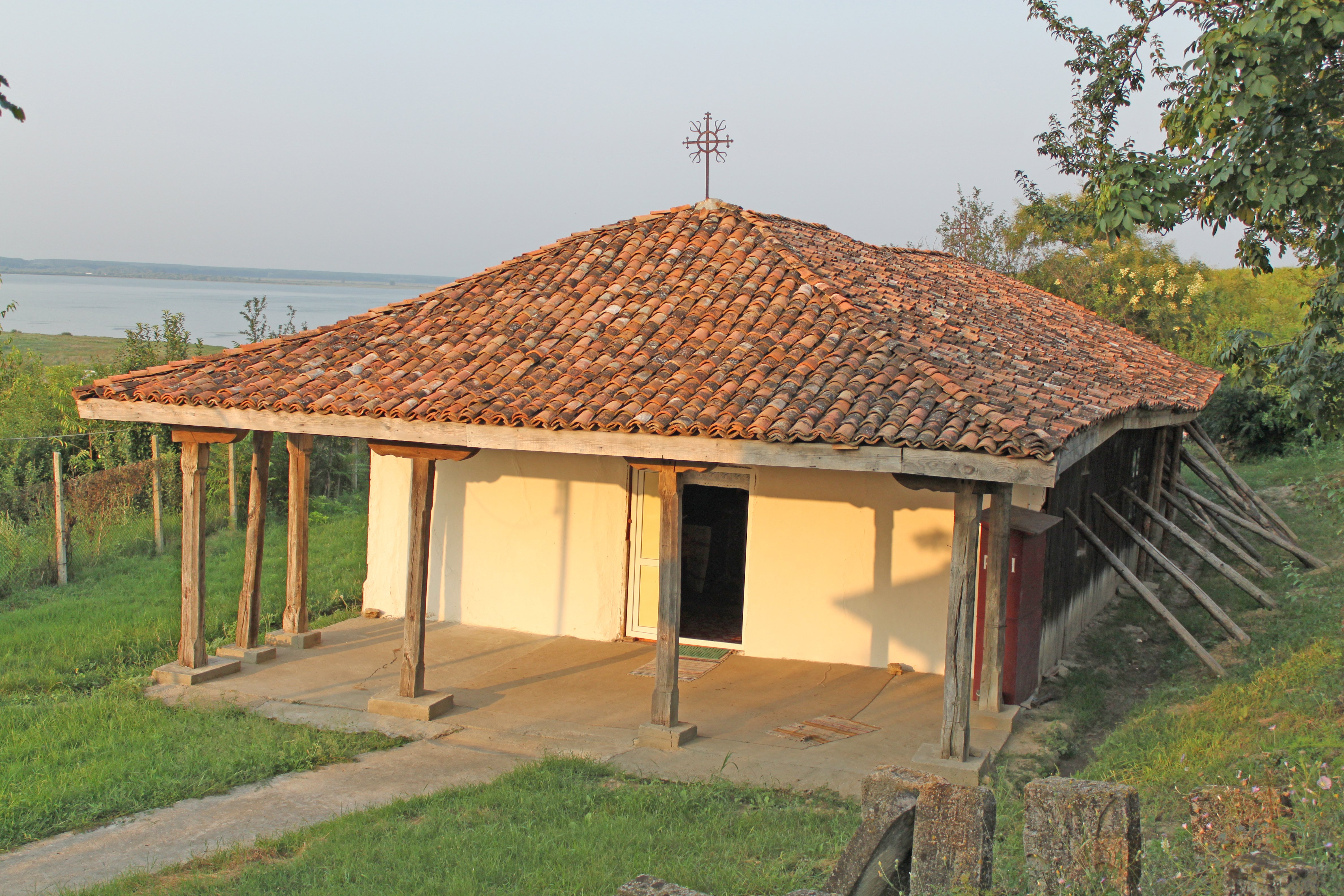
Biserica de lemn din Satu Nou

- Biserica de lemn „Înălțarea Domnului” din Satu Nou, construcție 1863, monument istoric.
- Biserica „Sf. Mare Mucenic Dimitrie” din Izvoarele, construcție secolul al XIX-lea, monument istoric.
- Biserica de lemn „Sfinții Arhangheli Mihail și Gavriil” din Strunga[12].
- Mănăstirea Dervent din Canlia, construcție 1936-1942, monument istoric.
- Situl arheologic („Gura Canliei”) de la Canlia(așezări datate din Epoca medieval timpurie; sec. I - II p. Chr., Epoca romană; Latène, Cultura geto - dacică; Hallstatt, și necropolă de înhumație și incinerație din sec. I - II p. Chr., Epoca romană), monument istoric.
- Situl arheologic („Dealul Dervent”) de la Canlia (fortificație bizantină din sec. X - XI, Epoca medieval timpurie și așezări datate din Epoca romană, Epoca fierului; Epoca bronzului și Neolitic).
- Situl arheologic de la Izvoarele (așezare și fortificație din Epoca medievală).
- Situl arheologic de la Adamclisi (Cetatea Tropaeum Traiani, bazilică, necropolă, ansamblu de apeducte, monumentul triumfal Tropaeum Traiani, Altarul roman de la, Adamclisi, tumul roman, termele cetății Tropaeum Traiani și locuințe extramurane), construcție sec. II - VII, monument istoric.
- Ariile protejate: Aliman - Adamclisi (sit SPA), Lacul Dunăreni, Pădurea Canareaua Fetii, Pădurea Cetate, Pădurea Bratca.